# Модриново-букове насадження (пам'ятка природи)
Модри́ново-бу́кове наса́дження — ботанічна пам'ятка природи місцевого значення в Україні.
Розташована поблизу села Жолоби Кременецького району Тернопільської області, у квадраті 51, виділах 8 і 10 лісового урочища «Маслятин» Кременецького лісництва.

## Пам'ятка
Оголошене об'єктом природно-заповідного фонду рішенням виконкому Тернопільської обласної ради № 131 від 14 березня 1977 року.
Перебуває у віданні ДП «Кременецьке лісове господарство».

## Характеристика
Площа — 3,8 га.
Під охороною — високопродуктивні модриново-дубово-грабово-кленові насадження 1 бонітету віком понад 50 років, цінне у господарському, науковому та естетичному значеннях.